# Book of Common Prayer

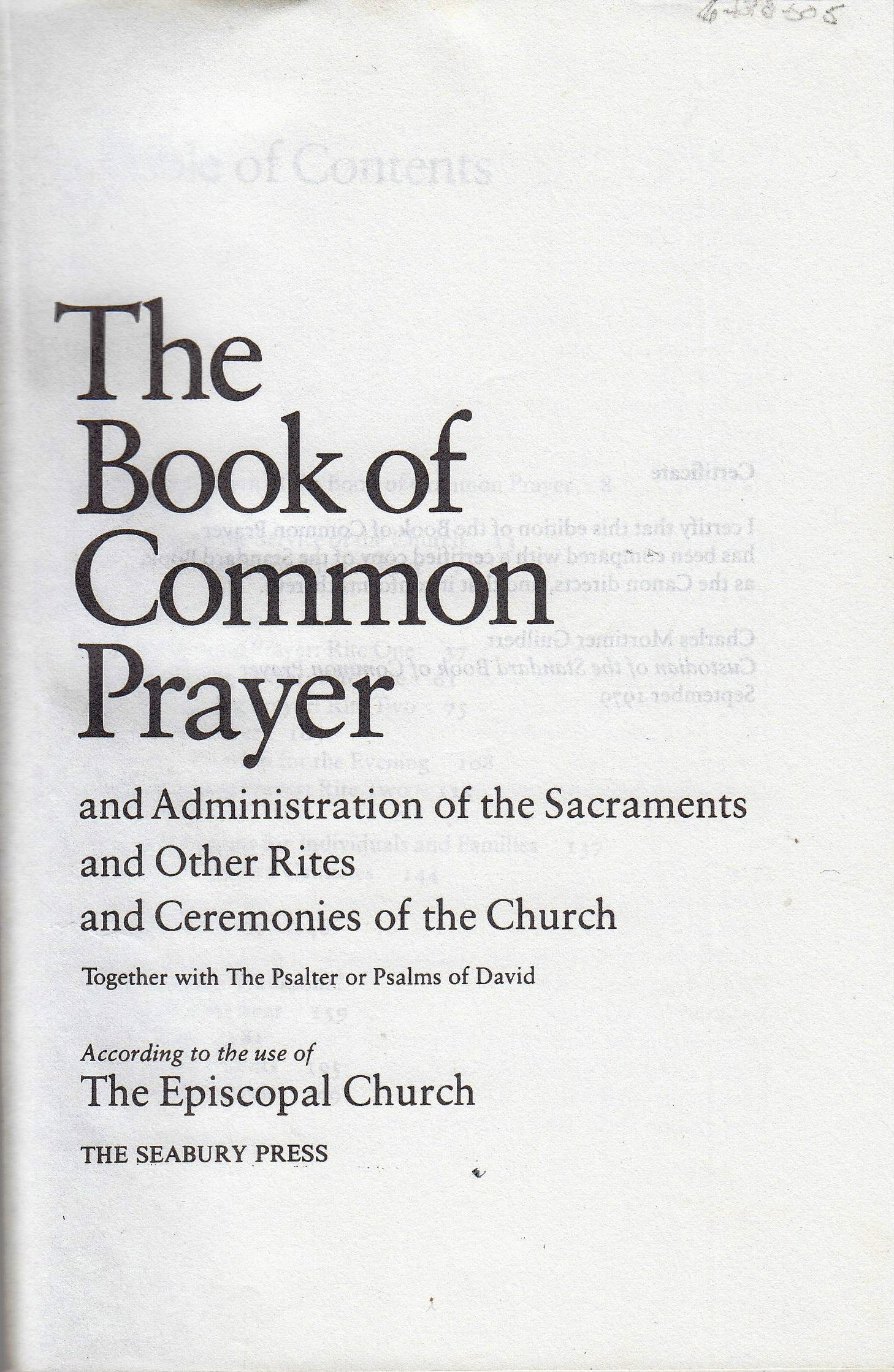
Book of Common Prayer, US-amerikanische Ausgabe von 1979

Das Book of Common Prayer (Buch des gemeinsamen Gebetes) ist die Agende der Anglikanischen Kirche. In ihm finden sich Ordnungen für Morgen- und Abendgebet (Morning Prayer, Evening Prayer), Taufe, Abendmahl (Holy Communion, auch Holy Eucharist oder Mass), Konfirmation und Trauung sowie Texte zum kirchlichen Dienst an Frauen, für Krankenbesuch, Bestattung und Ordination. Diesen vorgeschriebenen Texten entsprechend wurden Services auch musikalisch vertont; die Vertonungen werden jedoch nicht im Book of Common Prayer, sondern in eigenen Gesangbüchern abgedruckt.
Es erschien in seiner ersten Ausgabe 1549 – hauptverantwortlich war Thomas Cranmer, der Erzbischof von Canterbury – und wurde noch im selben Jahr von Eduard VI. landesweit eingeführt. Beeinflusst war es von dem 1535 erschienenen „Kreuzbrevier“ der römischen Kirche. Zum Teil erheblich überarbeitete Ausgaben erschienen 1552, 1559, 1599 (durch William Morgan), 1604 und 1662. Das Buch wurde in den Uniformitätsakten mehrmals als verbindlich festgelegt. Erst 1980 wurde das Alternative Service Book für den Gebrauch neben der 1662er Ausgabe in der Church of England autorisiert. Mit der Unabhängigkeit der Episkopalkirche in den USA erhielt diese ein eigenes Buch, ohne Erwähnung des Königs von England. Nach dieser Version von 1790 erschienen Revisionen in den Jahren 1890 und 1928. Die aktuelle Ausgabe in den USA, von 1979, ist (wie das englische Alternative Service Book) ein Produkt der weltweiten liturgischen Reformbewegung, das sich um eine zeitgemäßere Sprache bemüht, aber auch das urkirchliche eucharistische Element und eine freudigere, weniger demütige Haltung in den Mittelpunkt rückt. Im Jahr 2000 wurde das Alternative Service Book der Church of England durch das Buch Common Worship ersetzt.
Siehe auch: Ritus